# 21 (зупинний пункт)
№ 21 (зупинний пункт № 21) — пасажирський зупинний пункт Лиманської дирекції Донецької залізниці.
Розташований у Синельниківському районі Дніпропетровської області за декілька км від с. Хвилі на лінії Чаплине — Покровськ між станціями Демурине (19 км) та Просяна (3 км).
На платформі зупиняються приміські електропоїзди.